# Bomarion carenatum
Bomarion carenatum är en skalbaggsart som beskrevs av Martins 1962. Bomarion carenatum ingår i släktet Bomarion och familjen långhorningar. Inga underarter finns listade.